# Лидерс
Лидерс (нем. von Lüders) — дворянский и графский род.

## Происхождение и история рода
Бернгард Иоганн Лидерс (ок. 1714 — после 1790) — надворный советник, выходец из Голштинии, был придворным лекарем (лейб-хирургом) при императоре Петре III. Его сын, Николай Иванович (1762—1823) — русский генерал-майор. Именным высочайшим указом 1862 г. сын последнего, генерал-адъютант, генерал от инфантерии Александр Николаевич возведён в графское достоинство Российской империи.
Род его угас; фамилию Лидерс с титулом разрешено в 1863 году присоединить мужу дочери его, Александру Александровичу Веймарн.

## Представители
- Лидерс (фамилия):[править]  -  Лидерс, Александр:[править]    -  Лидерс, Александр Георгиевич (род. 1949) — российский психолог, автор книг по семейной психологии и психоанализу.
    -  Лидерс, Александр Николаевич (1790—1874) — граф, русский генерал-адъютант и генерал от инфантерии.

  -  Лидерс, Иван Александрович — военный инженер, генерал-майор.
  -  Лидерс, Карл Фёдорович — Георгиевский кавалер; майор; № 2069 (940); 7 мая 1809.
  -  Лидерс, Константин Николаевич — Георгиевский кавалер; полковник; № 9356; 26 ноября 1854.
  -  Лидерс, Николай Иванович (1762—1823) — русский генерал-майор, отец Александра Николаевича.

## Описание герба
Щит четверочастный, с малым щитом в середине. В первой и четвёртой пересечённых чернью и золотом частях, лев с червлёными глазами и языком, держащий в лапах секиру переменного металла и финифти. Во второй и третьей лазоревых частях в серебряных латах рука, обременённая таковым же мечом, сопровождаемая вверху тремя серебряными лилиями. В малом среднем золотом щите возникающий императорский орёл, имеющий на груди, в золотом щите, окружённом цепью ордена Св. Андрея Первозванного червлёное коронованное вензелевое изображение имени Государя Императора Александра II.
Щит увенчан графской короной и тремя графскими коронованными шлемами. Нашлемники: средний — возникающий императорский орёл, имеющий на груди, в золотом щите, окружённом цепью ордена Св. Андрея Первозванного червлёное коронованное вензелевое изображение имени Государя Императора Александра II; крайние — по пять страусовых перьев, средние и боковые из которых лазоревые, обременённые серебряной лилией, остальные перья серебряные. Намёт: средний — чёрный с золотом, крайние — лазоревые с серебром. Щитодержатели: справа рядовой Пражского пехотного графа Лидерса полка, слева пересечённый золотом и чернью лев с червлёными глазами и языком, держащий в правой лапе золотую секиру.